# Bélgica en el Festival de la Canción de Eurovisión 1956
Bélgica participó en la primera edición del Festival de la Canción de Eurovisión que se celebró el 24 de mayo de 1956 en Lugano, Suiza. Para elegir sus dos canciones para el concurso se hizo una elección interna. Las canciones elegidas fueron [«[Messieurs les noyés de la Seine]]» interpretada por Fud Leclerc y «Le plus beau jour de ma vie» interpretada por Mony Marc.